# Милко Добрев
Милко Минчев Добрев е съвременен български скулптор.

## Биография
Роден на 16 декември 1957 г. в град Пловдив. Завършва Националната художествена гимназия в София през 1976 г. Магистър скулптура на Националната художествена академия през 1984 г. при проф. Димитър Бойков.
Работи в „Национална Художествена Галерия“ като Главен уредник на фонд „Българска скулптура“, фонд „Скулптура на Европа и САЩ“ и на къща музей „Иван Лазаров.“ От 2013 г. до 2019 г. куратор на изложбите Празници на изкуствата „Аполония“, Созопол.
Негови работи притежават: Националната Художествена Галерия, Министерство на културата, много галерии в страната, частни колекции в страната и в Италия, Германия, Норвегия, Белгия, САЩ, Австрия, Португалия, Холандия, Франция, Япония и др.
Член на СБХ от 1990 г.

## Творчество
Взел участие:
- В над 70 Национални художествени изложби
- 9 ти Интернационален симпозиум по скулптура – Бургас’84
- В още 2 Национални симпозиума по скулптура – Сандански’86 и Генерал Тошево’87
- Бианале на паркова скулптура – Банкя’86
- Итернационална изложба „Интрарт’87“ в Полша
- Бианале „Барцелона’86“
- Бианале „Равена’90“
- Представителни изложби на българската скулптура – Русия, Полша, Либия, Германия и др.
- Пленер на фондация „Миню Балкански“’05
- Пленер на Артцентър „Алтера“’06
- Изложба от пленера в БКЦ Париж
- Холандски Есенен салон-Амстердам’14

Самостоятелни изложби:
- 1988 – София
- 1990 – Милано
- 1993 – София
- 1994 – Осло
- 1994 – София
- 1994 – Антверпен
- 1996 – София
- 2002 – София
- 2015 – Созопол
- 2018 – София НГ

Автор е на:
- Годишни награди „Спортист на годината“
- Годишна награда на Ротъри клуб
- Годишна награда за разследваща журналистика
- Годишна награда на АБК „Рицар на книгата“
- Годишна награда на АБК „Златен лъв“
- Годишна музикална награда „Академик Марин Големинов“

Има реализирани:
- Бюст-паметник в центъра на Берковица
- Монументално-декоративни пластики в Стара Загора
- Монументален релеф за плувен комплекс в Търговище, плакети и др.

Живее и работи в гр. София.